# Detektor POLAR
POLAR – urządzenie opracowane i wyprodukowane przez naukowców i inżynierów z Narodowego Centrum Badań Jądrowych (NCBJ) w kooperacji polsko-szwajcarskiej. Urządzenie pracujące na wyniesionej na orbitę 15 września 2016 roku chińskiej stacji kosmicznej Tiangong 2; przeznaczone jest do badań polaryzacji promieniowania gamma rozbłysków gamma i ma przyczynić się do bliższego poznania natury jednych z najpotężniejszych zjawisk we Wszechświecie.
Urządzenie działało do 1 kwietnia 2017 r. a uległo zniszczeniu w wyniku deorbitacji stacji 19 lipca 2019 r.
W czerwcu 2019 r. podpisano porozumienie na budowę detektora POLAR-2, który zostanie umieszczony na orbicie w Chińskiej stacji kosmicznej.

## Budowa i działanie
POLAR jest pierwszym w historii urządzeniem przeznaczonym głównie do badania polaryzacji promieniowania gamma pochodzącego z rozbłysków. Wcześniejsze misje były skierowane przede wszystkim na pomiar promieniowania i lokalizację źródeł (BATSE, BeppoSAX, HETE-2, Swift, Fermi GST). Dokładne pomiary polaryzacji promieniowania gamma mogą mieć kluczowe znaczenie w wyjaśnieniu, jaki jest mechanizm powstawania tych rozbłysków. 
Detektor składa się z 1600 podłużnych scyntylatorów (6×6×176 mm) ułożonych na kwadratowej powierzchni (40×40 scyntylatorów). Umożliwia to uzyskanie około 400 cm² efektywnego pola rejestracji oraz pomiaru asymetrii. Scyntylatory są zoptymalizowane do pomiaru rozpraszania comptonowskiego w zakresie energii od 50 keV do 500 keV, a emitowane przez nie światło jest rejestrowane i mierzone w 25 wieloanodowych fotopowielaczach. Detektor wyposażony jest w pasywną osłonę, która blokuje niskoenergetyczne promieniowanie kosmiczne, które zaburzałyby pomiary detektora.

## Efekty
Detektor zarejestrował 55 rozbłysków promieniowania gamma, z czego dla 5 określono polaryzację promieniowania. Uzyskane dane są prezentowane na stronie domowej projektu.